# Каннето-суль-Ольо
Канне́то-суль-О́льо (итал. Canneto sull'Oglio, ломб. Cané) — коммуна в Италии, располагается в регионе Ломбардия, в провинции Мантуя.
Население составляет 4546 человек (2008 г.), плотность населения составляет 181 чел./км². Занимает площадь 25 км². Почтовый индекс — 46013. Телефонный код — 0376.
Покровителями коммуны почитаются святой Антоний Великий, празднование 17 января, а также святые Фабиан и Себастьян.

## Демография
Динамика населения:

## Администрация коммуны
- Официальный сайт: http://www.comune.canneto.mn.it